# Kiik (stacja kolejowa)
Kiik (kaz. Киик, ros. Киик) – stacja kolejowa w miejscowości Kiykty, w rejonie Szet, w obwodzie karagandyjskim, w Kazachstanie. Położona jest na linii Astana – Szu, na trasie Nowego Jedwabnego Szlaku.